# ポール・バラス

ポール･バラス

バラス子爵ポール・フランソワ・ジャン・ニコラ（Paul François Jean Nicolas, vicomte de Barras, 1755年6月30日 - 1829年1月29日）は、フランス革命期の政治家、軍人。一般にはポール・バラス(Paul Barras)という名で呼ばれている。テルミドールのクーデターの首謀者の1人で総裁政府のリーダー格だった。その腐敗ぶりから「悪徳の士」とよばれた。

## 生涯
1755年、プロヴァンス地方のフォクス＝アンフー（現在のヴァール県）で没落した名門貴族の家に生まれた。経済的な理由から父親に勧められ、16歳で軍隊に入ってラングドック連隊の士官となり、インドのポンディシェリに派遣される。第二次マイソール戦争でのポンディシェリ防衛戦に従軍して1778年10月18日のポンディシェリ陥落の際にはイギリスの捕虜となった。その後、釈放され帰国する。この時大尉まで昇進していた。
1789年にフランス革命が始まると、これを支持してジャコバン派に加入する。1792年に国民公会の議員になり、国王ルイ16世処刑に賛成票を投じた。ダントン派のコネで派遣議員に選ばれ、最初アルプス軍に派遣され、次にイタリア方面軍に移った。ここで初めてナポレオン・ボナパルトと出会う。マルセイユとトゥーロンの鎮圧を監督し、捕虜となった何百人もの町の住民を処刑した挙句、財産を没収した。しかし、公金横領など様々な汚職でロベスピエールからパリに召喚されたため、ジョゼフ・フーシェらと協力してテルミドールのクーデターを引き起こす。国民公会軍の総司令官として市庁舎を襲撃し、ロベスピエールたちを逮捕、翌日全員を処刑した。
ロベスピエール処刑の直後にタンプル塔に幽閉されているルイ16世とマリー・アントワネットの子女ルイ17世とマリー・テレーズの様子を視察。病気に侵されたルイ17世の衰弱ぶりと処遇の酷さに驚き、公安委員会に部屋の管理を怠ったと叱責、重体に陥っていたルイ17世の容態の調査を命令した。実際には医師の診察はすぐに行われず、タンプル塔の警備兵は増員され、ルイ17世の後見人として親切な人柄のジャン・ジャック・クリフトフ・ローランを任命するのみであった。
その後の政権で有力者にのしあがり、テレーズ・カバリュス（タリアン夫人）を愛人にするなど、有力な銀行家や御用商人と結託して暴利を貪った。一方、パリの政情は安定せず民衆の蜂起が起こり（ヴァンデミエールの反乱）、国民公会はバラスを国内総司令官に任命した。彼はナポレオンを副官に命じてこれを鎮圧させることに成功した。

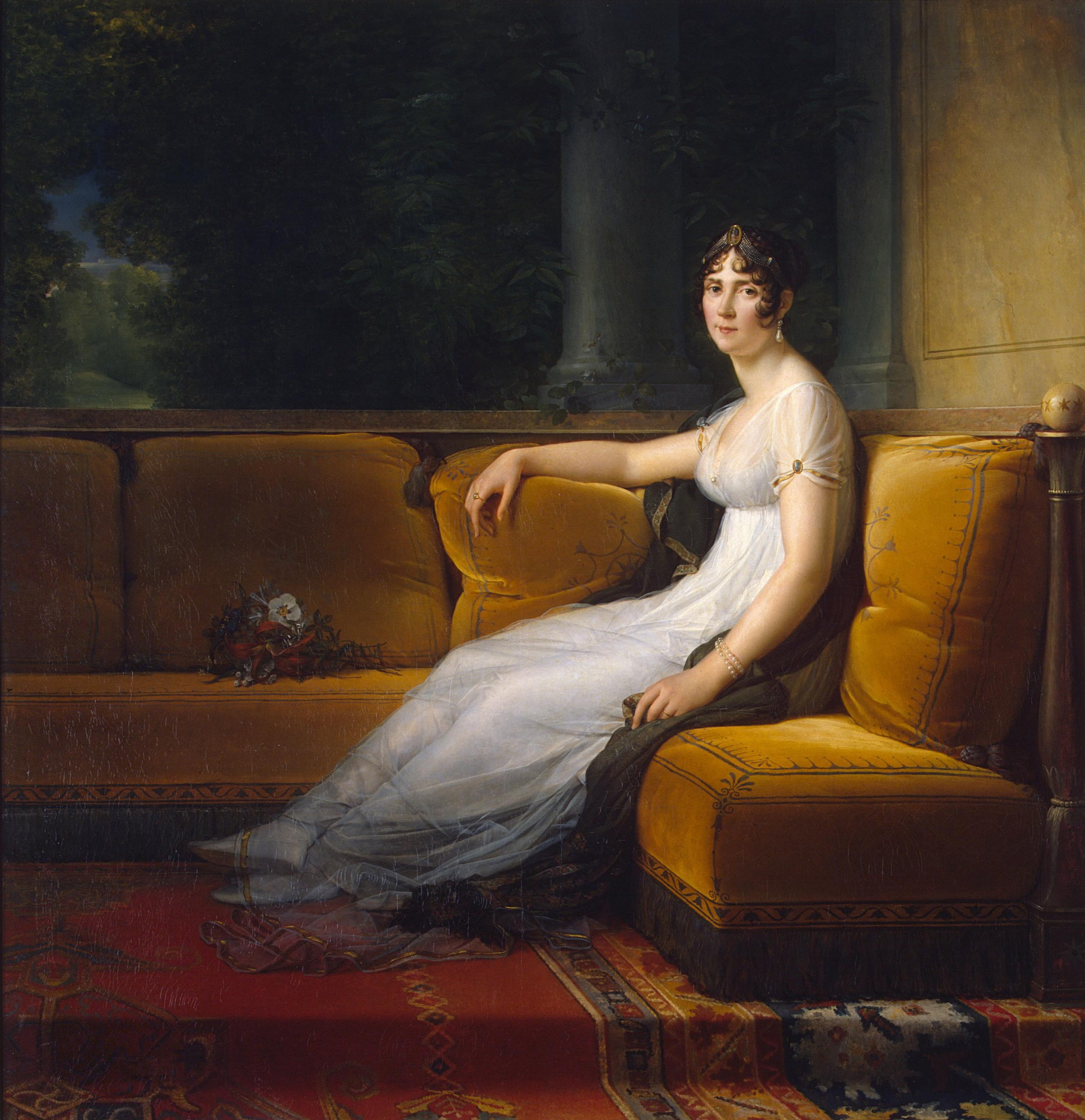
ジョゼフィーヌ（フランソワ・ジェラール画）

総裁政府が発足すると総裁の1人となる。総裁政府は、アッシニア紙幣暴落によって生じた財政不安を相当程度改善し、度重なる官僚と議員の粛清によってみずからの権威を失ってしまったが、しかし、まがりなりにも1799年まで命脈を保つことができたことはバラスやラザール・カルノー（元公安委員、総裁）といった有能な人物がいたからでもあった。バラスは総裁職を保持し続けた唯一の人物で、その後の5年間政府に君臨し、リュクサンブール宮殿に居を構えて豪勢に暮らした。ロベスピエールの抹殺に暗躍したバラスは「革命でもっとも私腹を肥やしたひとり」であるともいわれている。愛人であったジョゼフィーヌは1796年、ナポレオンと結婚した。やがてナポレオンはイタリア遠征で成功し、英雄として、人気の無かった総裁政府を揺るがすようになる。

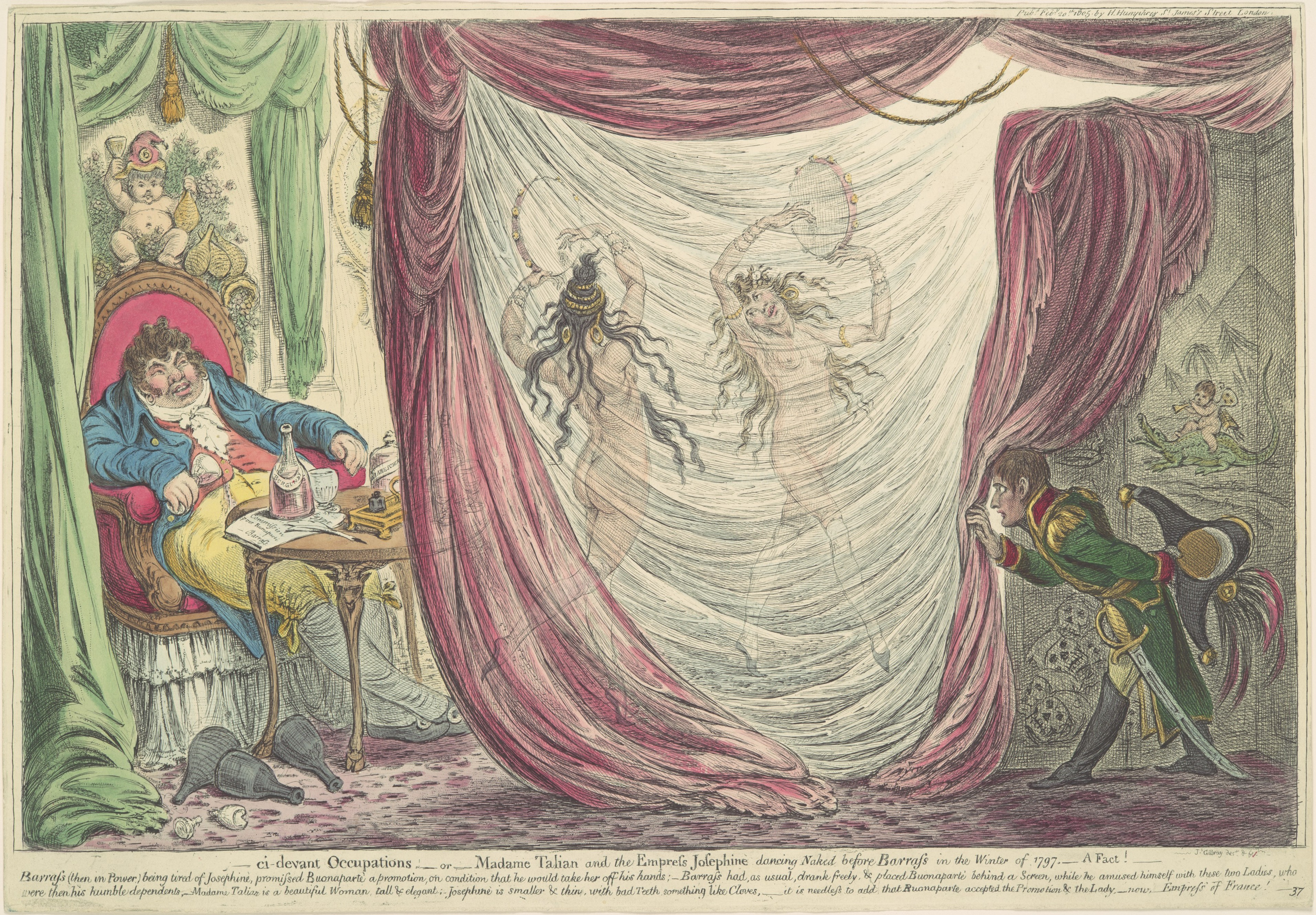
1797年冬、バラスの前でヌードショーを繰り広げるタリアン夫人テレーズ・カバリュスとジョゼフィーヌ、それを覗き込むナポレオン。イギリスのジェームズ・ギルレイ (James Gillray) による1805年頃のカリカチュア。

追いつめられたバラスはブルボン家のプロヴァンス伯（後のルイ18世）との交渉を開始し、王制の復活を画策する。しかしナポレオンはブリュメールのクーデターを起こし、バラスは辞職に追いやられた。その後、それまでに貯めた巨額の富を手にモンペリエで隠遁生活を送ったが、ナポレオン夫妻に対する誹謗中傷を繰り返したという理由で国外追放を命じられ、ブリュッセルやローマを転々とした後、パリへの立入禁止を条件に1810年に帰国した。
ワーテルローの敗戦によってナポレオンが最終的に失墜し、第2次王政復古によってブルボン家の支配が確立すると、当時生存していた元国民公会議員の多くと同様に、バラスもルイ16世の処刑に賛成した罪とナポレオンの百日天下を支持した嫌疑で国外追放が検討されたが、後者については証拠が不十分であったため処分は見送られた。晩年は警察の監視を受けながら私人として贅沢な余生を送り、1829年にパリ近郊シャイヨ（現在のパリ16区シャイヨ宮界隈）のシャイヨ通り (Rue de Chaillot) 旧70番地で没。ペール・ラシェーズ墓地に埋葬された。